# Seda Erdoğan
Seda Erdoğan (Altındağ, 6 agosto 1987) è un'ex cestista turca.

## Carriera
Con la Turchia ha disputato i Campionati europei del 2011.